# Paul Morard
Paul Morard (* 5. Dezember 1879 in Bulle; † 5. März 1930 ebenda; heimatberechtigt in Gumefens) war ein Schweizer Jurist und konservativer Politiker.

## Leben

### Familie
Paul Morard entstammte dem Geschlecht Morard und war der Sohn des späteren Gerichtspräsidenten und Politikers Louis Morard (* 31. Oktober 1850 in Bulle; † 1. Juli 1914 ebenda) und von dessen Ehefrau Emilie Josephine (* 1854; † 1915), Tochter des Bäckers Franz Ludwig Zurkinden; er hatte noch mehrere Geschwister.
Seit 1908 war er mit Marie, der Tochter des Küfermeisters Georges Auguste David, verheiratet; gemeinsam hatten sie acht Kinder.
Er verstarb an einer Hirnhautentzündung.

### Werdegang
Paul Morard besuchte das Kollegium St. Michael in Freiburg und die Stiftsschule Einsiedeln.
Er immatrikulierte sich an der Universität Freiburg zu einem Studium der Rechtswissenschaften und setzte das Studium später an der Universität Basel fort. Nach Beendigung des Studiums war er von 1908 bis zu seinem Tod als Rechtsanwalt in Bulle tätig und verteidigte unter anderem 1924 im Handelsbankprozess Eugène Deschenaux, der anschliessend freigesprochen wurde.
Er war im Verwaltungsrat der Chemins de fer électriques de la Gruyère (siehe Bahnstrecke Palézieux–Bulle–Montbovon) und Vizepräsident des Verwaltungsrats und Vorstandsmitglied des 1873 gegründeten Crédit gruyérien.
Von 1920 bis 1930 war er im Verwaltungsrat der Schweizerischen Lebensversicherungs- und Rentenanstalt sowie der Freiburger Nachrichten.

### Politisches und gesellschaftliches Wirken
Paul Morard war Mitglied der Christlichdemokratischen Volkspartei und von 1911 bis 1922 im Gemeinderat in Bulle.
Von 1915 bis 1930 war er Freiburger Grossrat und, als Nachfolger von Jean-Marie Musy, vom 2. Februar 1920 bis zu seinem Tod Nationalrat.
1917 reichte er im Grossen Rat eine Motion ein, in der er verlangte, dass eine kantonale Verfassungsrevision durchgeführt werde; die Motion wurde Ende des Jahres für erheblich erklärt.
Er wurde 1921 in die Kommission zur Prüfung der Gesetzesvorlage zur Reorganisation des Gerichtswesens gewählt, und 1923 ernannte ihn der Staatsrat zum Mitglied der Prüfungskommission für die Examina der Notariats- und Anwaltskandidaten. Von 1922 bis 1925 war er Präsident der Begnadigungskommission im Nationalrat und 1925 Mitglied des nationalrätlichen Büros sowie im selben Jahr Mitglied der Staatswirtschaftskommission im Grossen Rat; 1929 trat er von diesem Amt zurück. Er wurde im Nationalrat 1928 Mitglied der Zolltarifkommission; dazu war er Mitglied der Kommission für das eidgenössische Enteignungsgesetz und die Revision des Obligationenrechts, der Kommission für Altersfürsorge, der Rheinkorrektion von Reichenau bis Fläsch, der Bundesstrafrechtspflege, der neuen Getreideordnung und verschiedener anderer Kommissionen.
Im Nationalrat folgte ihm Eugène Grand.
Ihm wird eine wichtige Rolle bei der Erarbeitung des Schweizer Strafgesetzbuches zugeschrieben.

## Mitgliedschaften
Paul Morard war Mitglied im Schweizerischen Studentenverein und in der akademischen Verbindung Sarinia, deren Präsident er für ein Semester war.
Er wurde 1925 als Vizepräsident des Vereins freiburgischer Rechtsanwälte bestätigt.